# Nodame Cantabile
Nodame Cantabile (のだめカンタービレ Nodame Kantābire) là một manga sáng tác bởi Ninomiya Tomoko. Manga được xuất bản ở Nhật bởi Kōdansha và đăng trên tạp chí Kiss từ tháng 7 năm 2001 đến tháng 10 năm 2009. Truyện được thu thập thành bộ tankōbon bao gồm 23 tập. Phần tiếp theo của manga với tên gọi Nodame Cantabile - Opera Hen được đăng trên Kiss từ tháng 12 năm 2009 đến tháng 9 năm 2010, gồm 2 tập tankōbon. Bộ truyện nói về những sinh viên nhạc viện, những con người trẻ đam mê nhạc cổ điển và tập trung vào mối quan hệ giữa 2 nhân vật chính là Noda "Nodame" Megumi và Chiaki Shinichi. Năm 2004, manga nhận được Giải thưởng Manga Kōdansha cho shōjo manga hay nhất.
Manga được chuyển thể thành bộ phim truyền hình lên sóng năm 2006 cùng với phần tiếp theo Nodame Cantabile Shinshun Special in Europe vào năm 2008. Anime kéo dài 3 phần: phần 1 phát sóng năm 2007, phần 2 Nodame Cantabile: Paris-Hen năm 2008 và phần 3 Nodame Cantabile: Finale năm 2010. Cuối năm 2009 và 2010, hai bản phim điện ảnh đã được công chiếu, là phần tiếp theo và giữ nguyên dàn diễn viên của loạt phim truyền hình. Ngoài ra, một số album soundtrack nhạc cổ điển và 3 video game cũng đã được phát hành.
Triển lãm "Không gian mới của Manga – nghệ thuật truyện tranh đương đại Nhật Bản" năm 2011 do Trung tâm Giao lưu Văn hóa Nhật Bản cùng Đại sứ quán Nhật Bản phối hợp tổ chức đã giới thiệu manga dưới tựa đề tiếng Việt là Khúc nhạc Nodame. Tuy nhiên, chưa có nhà xuất bản nào mua bản quyền và phát hành chính thức manga này tại Việt Nam.

## Nhân vật
Noda Megumi (野田 恵)
- Lồng tiếng bởi: Kawasumi Ayako
- Diễn viên live-action: Ueno Juri

Thường được gọi là "Nodame" (のだめ), Megumi là một sinh viên piano ở nhạc viện Momogaoka. Ở thời điểm bắt đầu của truyện, cô 20 tuổi và là sinh viên năm hai. Cô mong muốn trở thành giáo viên mầm non và còn là một tài năng piano hiếm có, thích chơi nhạc ngẫu hứng và cảm nhận bằng đôi tai chứ không biết đọc bản nhạc. Có trái tim nhân hậu nhưng Nodame lại sống rất cẩu thả, vô tổ chức. Cô sống trong một căn hộ hết sức lôi thôi, bừa bãi, nhếch nhác, lười tắm gội đến ngứa ngáy và lười dọn dẹp đến có cả nấm mọc trên quần áo. Mặt khác Nodame có "tài nghệ" nấu ăn đặc biệt kinh khủng (hay gây ngộ độc cho mọi người) và rất tham ăn (hay trộm hộp cơm trưa của bạn học, hay đói và sang ăn nhờ nhà Chiaki). Nodame có xu hướng nói những câu khó hiểu mà đôi khi chính cô cũng chẳng hiểu nổi, hay dùng ngôi thứ ba để nói về mình và thốt lên những từ vô nghĩa như "mukya" và "gyabo".
Chiaki Shin'ichi (千秋 真一)
- Lồng tiếng bởi: Seki Tomozaku
- Diễn viên live-action: Tamaki Hiroshi

Ở đầu truyện, Chiaki 21 tuổi và đang là sinh viên năm ba, cũng là sinh viên hàng đầu ở Momogaoka. Sinh ra trong một gia đình khá giả có truyền thống âm nhạc, hồi nhỏ đã từng sống trên những kinh đô âm nhạc của thế giới, anh có tài chơi piano và violin. Nhưng ước mơ thực sự của Chiaki là trở thành nhạc trưởng. Anh mong muốn quay lại châu Âu và học tập để trở thành nhạc trưởng lừng danh giống như Sebastiano Viera - người thầy của anh thuở nhỏ. Tuy nhiên, nỗi ám ảnh từ tai nạn máy bay và tàu thủy đã khiến Chiaki mắc kẹt ở Nhật Bản. Nhưng cuối cùng anh đã lên chuyến bay đến châu Âu để thực hiện ước mơ của mình, nhờ có sự thôi miên của Nodame. Trong truyện, Chiaki hiện lên là con người cầu toàn. Nhưng sau khi khám phá ra tài năng piano của Nodame, anh bỏ qua tính cầu toàn của mình để bắt đầu cảm nhận âm nhạc của người khác. Dường như trái ngược với Nodame, Chiaki rất giỏi nấu ăn, sống ngăn nắp và không thể chịu nổi sự luộm thuộm của Nodame.
Hai người sống ở hai căn hộ kề sát nhau và gặp nhau một cách tình cờ. Nodame lập tức có tình cảm với Chiaki, nhưng anh cần nhiều thời gian để hiểu và yêu cái tính cách thất thường của cô. Họ cùng gặp và kết bạn với một số người kì quặc như Mine, Masumi và Stresemann. Mối quan hệ của hai người dần dần phát triển và khiến cho cả hai trưởng thành hơn: Chiaki có cơ hội chỉ huy một dàn nhạc sinh viên và bắt đầu có cái nhìn thoáng hơn về khả năng của những người khác; trong khi đó Nodame phải đối mặt với nỗi sợ hãi của mình để bước vào một cuộc tranh tài piano. Cơ hội mở ra khi cả hai bắt đầu chấp nhận rủi ro và vươn xa hơn những gì họ nghĩ mình có thể.
Sau khi tốt nghiệp, Nodame đã đưa Chiaki thoát khỏi ám ảnh và hai bạn trẻ cùng hướng đến cuộc sống mới ở Paris. Tại đây, Nodame tiếp tục học piano ở Nhạc viện Paris trong khi Chiaki bắt đầu con đường chỉ huy dàn nhạc chuyên nghiệp. Họ vẫn giữ liên lạc với bạn bè ở Nhật và gặp thêm những người bạn, cũng như những đối thủ mới ở Paris.

## Xây dựng nhân vật
Ninomiya Tomoko xây dựng nhân vật Noda Megumi dựa trên một người có thật cũng mang cái tên ấy. Ninomiya biết đến Noda lần đầu tiên khi sinh viên một trường nhạc đăng bức ảnh chụp căn phòng bừa bộn của mình trên website do Ninomiya quản lý. Điều đó đã khơi nguồn cảm hứng để bà sáng tác bộ truyện về một sinh viên âm nhạc luộm thuộm, cẩu thả. Ninomiya trao đổi với Noda về những chi tiết âm nhạc, mong có được cảm hứng từ cô và cảm ơn cô trong mỗi tập tankōbon Nodame Cantabile được xuất bản.  Noda hiện là giáo viên piano ở Fukuoka (trị trấn quê hương của nhân vật Nodame hư cấu). Cô viết nhạc và là đồng tác giả (với Ninomiya) bài "Fart Song" mà nhân vật Nodame chơi ở phần đầu của anime.
Nhân vật James DePreist, chỉ đạo âm nhạc của dàn nhạc hư cấu Roux-Marlet ở Paris, cũng được Ninomiya tạo ra dựa trên một người cùng tên có thật. James DePreist ngoài đời thực là chỉ huy thường thực của dàn nhạc giao hưởng Tokyo Metropolitan và chỉ đạo dàn nhạc Nodame, phụ trách âm nhạc cho anime và phim live action chuyển thể của Nodame Cantabile.

## Truyền thông

### Manga
Manga Nodame Cantabile được Ninomiya Tomoko sáng tác và minh họa, được nhà xuất bản Kodansha đăng trên bán nguyệt san Josei manga Kiss (ra nửa tháng một kì, hướng tới đối tượng độc giả là phụ nữ trẻ) từ ngày 10 tháng 7 năm 2001 đến 10 tháng 10 năm 2009. Các chương truyện không có tiêu đề đã được thu thập thành bộ tankōbon 23 tập vào tháng 11 năm 2009. Bộ truyện được Del Rey Manga cấp phép ở Bắc Mỹ, Pika Édition cấp phép ở Pháp, Daiwon C.I. ở Hàn Quốc, NED Comics ở Thái Lan, Elex Media Komputindo ở Indonesia và Tong Li Comics ở Đài Loan. Tất cả các tập đều có bìa là hình Nodame bên một loại nhạc cụ.

### Phim truyền hình
Manga Nodame Cantabile đã được chuyển thể thành bộ phim truyền hình cùng tên, bao gồm 11 tập, mỗi tập có thời lượng 1 tiếng và được phát sóng từ 16 tháng 10 đến 25 tháng 12 năm 2006 trên Fuji TV. Bộ phim bao gồm các sự kiện cho đến hết tập 9 của manga và được tiếp nối bởi phần đặc biệt có độ dài 4 tiếng - Nodame Cantabile Shinshun Special in Europe, phỏng theo sự kiện sau khi Chiaki và Nodame đến Paris trong manga. Phần này phát sóng trên Fuji TV vào ngày 4 và 5 tháng 1 năm 2008. Phim được đạo diễn bởi Takeuchi Hideki từ kịch bản của Etou Rin, các diễn viên chính Tamaki Hiroshi vào vai Chiaki Shinichi và Ueno Juri vào vai Noda "Nodame" Megumi.
Chỉ đạo âm nhạc là Mogi Daisuke với nhạc gốc của Hattori Takayuki. Có nhiều tác phẩm nhạc cổ điển đặc trưng trong mỗi tập phim. Nhạc phim được Nodame Orchestra thực hiện, bao gồm các thành viên được tuyển chọn đặc biệt cho phim live-action và được hỗ trợ chuyên môn bởi dàn nhạc Tokyo Metropolitan. Chỉ huy Nodame Orchestra là James DePriest - chỉ huy thường thực của dàn nhạc Tokyo Metropolitan, người sau này sẽ xuất hiện trong truyện với vai trò là chỉ huy dàn nhạc hư cấu Roux-Marlet. Nhạc mở đầu phim là phần đầu bản Symphony No. 7 của Beethoven và nhạc cuối phim là Rhapsody in Blue của George Gershwin, đều được Nodame Orchestra thực hiện dưới sự chỉ huy của Umeda Toshiaki.
Tiếp theo loạt phim truyền hình là hai phiên bản điện ảnh với dàn diễn viên tương tự, phần thứ nhất được công chiếu tháng 12 năm 2009 và phần thứ hai ra rạp sau đó 3 tháng vào năm 2010. Phim được quay tại Viên trong 5 tháng, bắt đầu từ tháng 5 năm 2009.

### Anime
Nodame Cantabile cũng được chuyển thể thành loạt phim anime, do Fuji TV và J.C.Staff sản xuất. Phim được phát sóng trên Fuji trong khe thời gian Noitamina. Phần đầu với tên gọi Nodame Cantabile do Kasai Ken'ichi (đạo diễn Honey and Clover) đạo diễn, bao gồm 23 tập phát từ 11 tháng 1 đến 28 tháng 6 năm 2007. Phần thứ hai - Nodame Cantabile: Paris-Hen - do Kon Chiaki thực hiện, bao gồm 11 tập phát từ 8 tháng 10 đến 18 tháng 12 năm 2008. Sau đó cả hai phần được phát sóng ở Nhật trên mạng lưới truyền hình vệ tinh Animax. Một tập OVA đã được tặng kèm với 22 tập manga có số lượng phát hành hạn chế ở Nhật ngày 10 tháng 8 năm 2009. Phần thứ ba và cũng là phần cuối cùng mang tên Nodame Cantabile: Finale, đã được phát sóng từ tháng 1 năm 2010.
Ngày 6 tháng 2 năm 2009, serie tiếng Anh đã ra mắt trên Animax Asia trên toàn Nam Á và Đông Nam Á. Phim được phát với âm thanh gốc tiếng Nhật và phụ đề tiếng Anh, sau đó có thuyết minh tiếng Anh vào 12 tháng 6 năm 2009.
Sản xuất âm nhạc cho cả hai phần là Matsutani Suguru. Giống như trong phim truyền hình, mỗi tập phim đều có một số tác phẩm nhạc cổ điển làm đặc trưng, thực hiện bởi Nodame Orchestra. Nhạc mở đầu phần thứ nhất là Allegro Cantabile của Suemitsu & The Suemith. Nhạc cuối phim là "Konna ni Chikaku de... của Crystal Kay (tập 1–12), Sagittarius của Suemitsu & the Nodame Orchestra (tập 13–22) và Allegro Cantabile by Suemitsu & The Suemith (tập 23). Ở phần hai, nhạc mở đầu là Sky High của The Gospellers, mượn giai điệu từ phần thứ ba Allegro Scherzando trong Piano Concerto No. 2 của Rachmaninoff, và nhạc cuối phim là Tokyo et Paris (Tokyo và Paris) của Miyamoto Emiri x solita (biến tấu từ Boléro của Ravel). Nhạc mở đầu phần cuối là Manazashi Daydream của Saka Yuu (biến tấu từ Jesu, Joy of Man's Desiring của Bach), nhạc kết Kaze to Oka no Ballad là của Real Paradis với Nodame Orchestra.
Phim anime được cấp phép ở Nga và Hàn Quốc. Tính đến tháng 3 năm 2010, 13 tập phim đầu tiên đã được chiếu tại Mỹ trên Crackle.